# 吴成印
吴成印（1972年9月—），国家杰出青年科学基金获得者，北京大学教授。

## 生平
1994年毕业于安徽师范大学物理系。2000年于中国科学院化学研究所获博士学位。2004年入职北京大学物，现任北京大学博雅特聘教授，物理学院现代光学研究所副所长。

## 学术贡献
主要从事飞秒强激光和物质相互作用的实验研究。2011年入选教育部“新世纪优秀人才支持计划”，2016年获国家杰出青年科学基金资助。研究成果入选“2012年度中国高等学校十大科技进展”、“2013年度中国光学重要成果”。2018年获首届中国光学科技奖基础研究类一等奖。